# Acacia polifolia
Acacia polifolia — вид квіткових рослин з родини бобових. Ареал: Австралія (Квінсленд).

## Середовище
Вид росте на неглибоких піщаних ґрунтах над і навколо пісковика як частина евкаліптових лісових спільнот.

## Біоморфологічна характеристика
Це дерево або кущ зазвичай досягає 5 метрів у висоту і має гілочки, вкриті крихітними сріблясто-білими волосками, і світло-золотисті нові пагони. Тонкі вічнозелені філодії мають вузькоеліптичну, зворотноланцетну або вузьковидовжену форму завдовжки від 4 до 10 см і вшир від 3 до 8 мм, помірно вкриті сріблясто-білими волосками та мають одну головну жилку. Коли цвіте, то виробляє китицеподібні суцвіття, які мають сферичні квіткові головки, що містять 15–20 яскравих квіток від лимонно-жовтого до золотистого кольору. Стручки мають довжину 8 см і ширину від 8 до 10 мм і голі з пилуватим білим нальотом. Блискуче чорне насіння всередині стручків розташоване поздовжньо і має довгасто-еліптичну або злегка яйцювату форму, у довжину 4–5 мм.